# Всемирные игры кочевников 2024
V Всемирные игры кочевников  (каз. V Дүниежүзілік көшпенділер ойындары, англ. V World Nomad Games) — международные спортивные состязания по этническим видам спорта, которые прошли в 5-й раз с 8 по 13 сентября 2024 года в столице Казахстана — городе Астане.
Девиз Игр — «Встреча в великой степи» (каз. Ұлы дала дүбірі, англ. The Gathering in the Great Steppe).

«Астана Арена» — одно из мест проведения Всемирных игр кочевников 2024 года, где также прошло и открытие Игр

## История
Впервые об идее проведения Всемирных игр кочевников заговорили и поддержали её в 2012 году на саммите Тюркского совета, прошедшем в городе Бишкеке, где президентами Азербайджана, Казахстана, Кыргызстана и Турции была подписана Бишкекская декларация. Инициатором проведения Игр выступил Кыргызстан, во главе которого в то время был Алмазбек Атамбаев.
Первые Всемирные игры кочевников прошли в городе Чолпон-Ата Иссык-Кульской области Кыргызстана с 9 по 14 сентября 2014 года. В них приняли участие 583 спортсмена из 19 стран, которые соревновались в 10 видах спорта.
Во вторых Играх, которые прошли там же, в Чолпон-Ате с 3 по 8 сентября 2016 года приняли участие спортсмены из 80 стран мира в том числе и не являющихся традиционно кочевыми.
В третьих Играх, которые прошли всё в том же киргизском городе Чолпон-Ата в сентябре 2018 года. В них приняли участие более 1,5 тыс. спортсмены из 66 стран мира, которые соревновались в 37 видах традиционного спорта. Первое командное место заняла сборная Кыргызстана, вторым стал Казахстан, третье место досталось сборной России.
Четвёртые Всемирные игры кочевников, которые прошли в турецком городе Изник с 29 сентября по 2 октября 2022 года. В них приняли участие более 3 тыс. спортсменов из 102 стран, которые соревновались в 13 видах спорта.
Всемирные игры кочевников стали площадкой для демонстрации культурного наследия, спортивного мастерства и традиционных видов спорта кочевых народов, способствуют укреплению культурных связей и взаимопонимания между народами разных стран.

## Подготовка
Во время церемонии закрытия четвёртых Всемирных игр кочевников в 2022 году стало известно, что следующие, пятые по счёту игры пройдут в 2024 году в Казахстане.
Распоряжением премьер-министра Казахстана от 13 июля 2023 года создан Организационный комитет по подготовке и проведению в столице республики — городе Астане V Всемирных игр кочевников, председателем которого стал первый заместитель премьер-министра Республики Казахстан Роман Скляр.
Изначало было заявлено, что на подготовку и проведение Игр властями будет затрачено порядка 5 млрд тенге. Однако в связи с паводками 2024 года, которые затронули ряд регионов Казахстана, пришлось существенно сократить бюджет Игр.

## Церемония открытия
Церемония открытия V Всемирных игр кочевников состоялась 8 сентября в 19:00 в спортивном комплексе «Астана Арена».
В церемонии приняли участие президенты Казахстана — Касым-Жомарт Токаев, Кыргызстана — Садыр Жапаров и Узбекистана — Шавкат Мирзиёев.
Также на церемонии присутствовали 3-й президент Монголии Намбарын Энхбаяр, национальный лидер туркменского народа и председатель Халк Маслахаты Туркменистана Гурбангулы Бердымухамедов, президент Всемирной конфедерации этноспорта Неджметтин Билал Эрдоган, генеральный секретарь ТЮРКСОЙ Султан Раев, представители международных организаций, как ООН, ЮНЕСКО, Тюркский инвестиционный фонд, Парламентская ассамблея тюркских государств (ТЮРКПА), Организация тюркских государств, Фонд тюркской культуры и наследия и ЕC.
Россию представляли главы двух входящих в её состав тюркоязычных республик: Татарстана — Рустам Минниханов и Якутии — Айсен Николаев.

## Страны-участницы
| - Австралия - Австрия - Азербайджан - Албания - Ангола - Антигуа и Барбуда - Аргентина - Армения - Бангладеш - Барбадос - Белоруссия - Бенин - Болгария - Босния и Герцеговина - Бразилия - Великобритания - Венгрия - Венесуэла - Гана - Германия - Греция - Грузия - Египет | - Зимбабве - Индия - Индонезия - Иордания - Иран - Ирландия - Испания - Италия - Казахстан - Камерун - Канада - Катар - Кипр - Колумбия - Кот-д'Ивуар - Китай - Кувейт - Кыргызстан - Латвия - Ливан - Мадагаскар - Малайзия - Мексика | - Молдова - Монголия - Нидерланды - Нигерия - Норвегия - Оман - Пакистан - Панама - Перу - Польша - Россия - Румыния - Саудовская Аравия - Северная Македония - Сербия - Сингапур - Сирия - Словакия - США - Сьерра-Леоне - Таджикистан - Таиланд - Танзания | - Того - Туркменистан - Турция - Уганда - Узбекистан - Уругвай - Филиппины - Франция - Швейцария - Швеция - Шри-Ланка - ЦАР - Чехия - Чили - ЮАР - Южная Корея - Эквадор - Эстония - Эфиопия - Япония |

## Объекты и виды спорта
Около 2,5 тыс. спортсменов из 89 стран мира соревновались по 21 виду спорта на пяти объектах.
- «Астана Арена» — церемония открытия
- Дворец единоборств им. Ж. Ушкемпирова 
  - Алыш — кыргызская национальная борьба на поясах[22]
  - Казакша курес — казахская национальная борьба[23]
- Гостиничный комплекс «Думан»
  - Мангала – интеллектуальная игра турецкого народа[24]
  - Овари – интеллектуальная игра народов Западной Африки[25]
  - Тогызкумалак – казахская национальная интеллектуальная игра[26]
- Ипподром «Казанат»
  - Аламан байге – скачки на длинные дистанции (25 км)[27]
  - Аударыспак – один из видов борьбы всадников на лошадях[28]
  - Гладкие скачки на дистанции 1600, 2400 и 3200 м
  - Жамбы ату – стрельба из традиционного лука верхом на лошади[29]
  - Кок-бору – кыргызская национальная конно-спортивная игра[30]
  - Кокпар – казахская национальная конно-спортивная игра[31]
  - Кусбегилик – казахская национальная охота с ловчими птицами[32]
  - Садак ату – казахская национальная стрельба из лука[33]
  - Тенге алу — один из национальных казахских видов конного спорта[34]
  - Церемония закрытия
- Легкоатлетический спортивный комплекс «Qazaqstan»
- Ледовый дворец «Алау»
  - Аркан тартыс – состязание по перетягиванию каната[35]
  - Асык ату – казахская национальная интеллектуальная игра[36]
  - Ашыртмалы аба гюреши – турецкая национальная борьба на поясах[37]
  - Корэш – татарская национальная борьба на поясах[38]
  - Кураш – узбекская национальная борьба на поясах[39]
  - Мас-рестлинг – якутский национальный вид спорта[40][41]
  - Ордо – кыргызская национальная игра в асычки[42][43]

## Медальный зачёт
|       | Общий медальный зачёт | Общий медальный зачёт | Общий медальный зачёт | Общий медальный зачёт | Всего |
| Место | Страны                | · Золото              | · Серебро             | · Бронза              | Всего |
| ----- | --------------------- | --------------------- | --------------------- | --------------------- | ----- |
| 1     | Казахстан (KAZ)       | 43                    | 32                    | 37                    | 112   |
| 2     | Кыргызстан (KGZ)      | 19                    | 21                    | 25                    | 65    |
| 3     | Россия (RUS)          | 12                    | 12                    | 25                    | 49    |
| 4     | Узбекистан (UZB)      | 11                    | 12                    | 11                    | 34    |
| 5     | Турция (TUR)          | 2                     | 2                     | 2                     | 6     |
| 6     | Иран (IRI)            | 1                     | 3                     | 9                     | 13    |
| 7     | Венгрия (HUN)         | 1                     | 2                     | 5                     | 8     |
| 8     | Туркменистан (TKM)    | 1                     | 1                     | 2                     | 4     |
| 9     | Румыния (ROU)         | 1                     | 1                     | 1                     | 3     |
| 10    | Польша (POL)          | 1                     | 1                     | 0                     | 2     |
| 11    | Индия (IND)           | 1                     | 0                     | 5                     | 6     |
| 11    | Китай (CHN)           | 1                     | 0                     | 5                     | 6     |
| 11    | Молдова (MDA)         | 1                     | 0                     | 5                     | 6     |
| 12    | Франция (FRA)         | 1                     | 0                     | 1                     | 2     |
| 12    | Индонезия (INA)       | 1                     | 0                     | 1                     | 2     |
| 13    | Австралия (AUS)       | 1                     | 0                     | 0                     | 1     |
| 13    | Италия (ITA)          | 1                     | 0                     | 0                     | 1     |
| 13    | Нигерия (NGR)         | 1                     | 0                     | 0                     | 1     |
| 14    | Монголия (MGL)        | 0                     | 5                     | 9                     | 14    |
| 15    | Грузия (GEO)          | 0                     | 3                     | 5                     | 8     |
| 16    | Азербайджан (AZE)     | 0                     | 2                     | 5                     | 7     |
| 17    | Канада (CAN)          | 0                     | 1                     | 1                     | 2     |
| 17    | Гана (GHA)            | 0                     | 1                     | 1                     | 2     |
| 18    | Мексика (MEX)         | 0                     | 1                     | 0                     | 1     |
| 19    | Таджикистан (TJK)     | 0                     | 0                     | 6                     | 6     |
| 20    | Нидерланды (NED)      | 0                     | 0                     | 4                     | 4     |
| 21    | Пакистан (PAK)        | 0                     | 0                     | 3                     | 3     |
| 22    | Белоруссия (BLR)      | 0                     | 0                     | 2                     | 2     |
| 23    | Того (TOG)            | 0                     | 0                     | 1                     | 1     |
| 23    | Словакия (SVK)        | 0                     | 0                     | 1                     | 1     |
| 23    | Эстония (EST)         | 0                     | 0                     | 1                     | 1     |
| 23    | Таиланд (THA)         | 0                     | 0                     | 1                     | 1     |
| 23    | Латвия (LAT)          | 0                     | 0                     | 1                     | 1     |
| Всего | Всего                 | 100                   | 100                   | 175                   | 375   |